# 親愛的今夜屬於你 (歌曲)
《親愛的今夜屬於你》（英語：I'm Your Baby Tonight）是美國女歌手惠妮·休斯頓在1990年9月份發行的單曲，它在美國單曲榜曾獲得一週的冠軍，為惠妮·休斯頓第8首全美冠軍單曲。〈親愛的今夜屬於你〉收錄在美國版專輯以及海外版專輯中的歌曲版本各不同。

## 歌曲

### 收錄專輯
〈親愛的今夜屬於你〉是惠妮·休斯頓個人第三張專輯《親愛的今夜屬於你》（英語：I'm Your Baby Tonight）的首支同名主打單曲。值得注意的是，這首歌曲還分為美國版和海外版，美國版本是由L.A. Reid和娃娃臉所製作的原始版本，經過混音的Yvonne Turner mix則是海外版本，唱片公司也為此剪輯了兩個不同版本的MV。

### 單曲簡介
〈親愛的今夜屬於你〉這首帶有新傑克搖擺風格的舞曲，由L.A. Reid和葛萊美獎製作人娃娃臉兩人專為惠妮·休斯頓量身打造，整首歌曲無論是在旋律編曲、節奏間距到音域爬升上都具有難度，尤其是歌曲後半段的瞬間爆發力，這些對於惠妮·休斯頓都是不同以往的新嘗試及挑戰。滾石雜誌認為L.A. Reid、娃娃臉以及其它參與這張專輯的音樂人，有幫惠妮·休斯頓開啟了更多的歌唱天份，對她日後的歌唱事業影響甚鉅。

### 商業成績
〈親愛的今夜屬於你〉挾帶著惠妮·休斯頓蟄伏兩年多的爆發力，1990年10月20日首週進入告示牌單曲榜即穩佔第42名，日後名次穩定的往上晉升，終於在1990年12月1日踢下瑪麗亞·凱莉的〈Love Takes Time〉登上單曲榜榜首位置，在單曲榜內一共停留了19週之久。這首單曲除了在流行榜上奪冠之外，它也成為節奏藍調單曲榜的冠軍，惠妮·休斯頓上一次在節奏藍調榜的冠軍歌曲是〈How Will I Know〉。〈親愛的今夜屬於你〉在美國單曲銷售逾50萬張，在1991年告示牌年終單曲榜中位居第42名。
〈親愛的今夜屬於你〉成為惠妮·休斯頓第8首美國冠軍單曲，它在英國單曲榜也進入了前十名，最高成績為第5名。惠妮·休斯頓以這首單曲入圍第33屆葛萊美獎最佳流行女歌手獎（Best Pop Vocal Performance, Female）。

### 音樂影片
〈親愛的今夜屬於你〉的音樂影片採黑白畫面呈現，惠妮·休斯頓並在影片當中模仿了三位經典人物，依序是德國性感女神瑪琳·黛德麗、女子天團至上女聲組合以及氣質優雅女星奧黛麗·赫本，惠妮·休斯頓向這些女星致敬的意味濃厚，這和另一位樂壇天后瑪丹娜早幾個月前推出的〈Vogue〉音樂影片頗有異曲同工之妙。因為〈親愛的今夜屬於你〉有美國版及海外版兩種不同的版本，也因為兩種版本歌曲長度和編曲上的差異，因此音樂影片也有兩種版本，不過它們都是由同一部影片各別剪輯不同畫面而成的。

## 資料來源
1. ↑  .   [2015-03-24]. （原始内容存档于2015-02-04）.
2. ↑  .   [2015-03-24]. （原始内容存档于2015-11-18）.
3. ↑  .   [2015-03-24]. （原始内容存档于2016-03-29）.
4. ↑  .   [2015-03-24]. （原始内容存档于2015-07-02）.
5. ↑  .   [2015-03-24]. （原始内容存档于2015-03-18）.
6. ↑  .   [2015-03-24]. （原始内容存档于2015-05-01）.
7. ↑  .   [2015-03-24]. （原始内容存档于2015-04-02）.